# Joaquín Talismán
Joaquín Talismán es un músico y compositor español afincado en Murcia.
Cuenta en su haber con siete trabajos en solitario, otros once con los diferentes grupos de los que ha formado parte, un sello discográfico y numerosas colaboraciones como guitarrista.

## Biografía
Su entrada oficial en la música se produce en 1988 con El Norte. El grupo, formado en el 87, graba 2 temas para Green 2 un recopilatorio de grupos murcianos que publica el sello OMV (Otro Mundo Verde).
El Norte se separa en 1989 y Joaquín forma un nuevo grupo, Los Talismanes, un proyecto que iniciálmente tendrá dos años de vida, aunque reaparecerá con nueva formación en el 96 y publicarán el álbum UNO con el sello valenciano Lucas Records.
Su primera aparición como Joaquín Talismán data de 1991, gracias a un concurso de maquetas organizado por Onda Regional de Murcia ORM que incluirá el tema "Corazón" en un doble casete recopilatorio titulado Un año de rock en Murcia '91. A partir de ese momento se presenta en directo con su grupo como Joaquín Talismán y Los Chamanes.
En los 90 reparte su tiempo entre su proyecto en solitario y grupos como Los Talismanes, Los Marañones y Ross,, con los que graba varios discos, gira por todo el país, y se hace nombre como guitarrista.
En 2002 decide montar su propio sello discográfico, Perdición, y publicar su primer álbum en solitario No me trates mal,. Detrás vendrían El gallinero del Cielo (2006), Incomunicación (2010), Canción de paso (DVD, 2012), Canciones de odio y esperanza (2013) , Underground Overdrive Parte 2 (2017) , Música enlatada (recopilatorio, 2019) , y Brújula y sextante (2021) , todos ellos publicados bajo su sello.
Los Astrónomos y Malaventura son dos proyectos paralelos en los que está involucrado.
En 2007 fue guitarrista de M-Clan en la gira Retrovisión y actualmente también colabora como guitarrista con Fernando Rubio & The Inner Demons.
Desde su nacimiento en el año 2002, el sello Perdición ha sido una de las principales vías para la publicación de los trabajos de numerosos artistas y grupos murcianos.

## Discografía

### Con El Norte
- Green 2 (Recopilatorio del sello OMV, 1988)

### Con Ross
- Sugar (1996)
- Supersonic spacewalk (1998)
- Durante el fin del mundo (2012)

### Con Los Talismanes
- Uno (1997)

### Con Los Marañones
- Matando el tiempo (1997)
- Shangrí-La (1999)

### Joaquín Talismán
- No me trates mal (2002)
- El gallinero del Cielo (2006)
- Underground Overdrive Parte 2 (2017)
- Música enlatada (recopilatorio de maquetas, 2019)
- Brújula y sextante (2021)

### Joaquín Talismán y Los Chamanes
- Incomunicación (2010)
- Canción de paso (DVD en directo, 2012)
- Canciones de odio y esperanza (2013)

### Con Rumor
- Rumor! (2005)

- Rumor 2 (2009)

### Con Los Astrónomos
- Los Astrónomos (2016)

### Con Malaventura
- Malaventura (2018)